# José Antonio Eguren
José Antonio Eguren Anselmi (Lima, Perú, 14 de junio de 1956) es un sacerdote peruano, obispo de la Iglesia católica y exmiembro del Sodalicio de Vida Cristiana. Fue arzobispo de Piura y Tumbes desde el 11 de julio del 2006 por el papa Benedicto XVI hasta el 2 de abril de 2024 durante el papado de Francisco.
El Vaticano solicitó su renuncia al cargo de obispo de Piura y Tumbes tras una serie de denuncias relacionadas al tráfico de tierras en el norte peruano en complicidad con miembros del Sodalicio de Vida Cristiana. Tras ello, fue expulsado de dicha organización por el Dicasterio para los Institutos de Vida Consagrada y las Sociedades de Vida Apostólica, del Vaticano, en septiembre de 2024.

## Biografía
Cursó estudios en el Inmaculado Corazón y luego en el Colegio Santa María Marianistas. Ingresó a la Pontificia Universidad Católica de Perú, en la que cursó Letras. En ese tiempo ingresó al Sodalicio de Vida Cristiana, siendo uno de los miembros de la generación fundacional de esta confraternidad de derecho pontificio. Posteriormente cursó estudios de filosofía y teología en la Facultad de Teología Pontificia y Civil de Lima, egresando con el grado de Bachiller en Sagrada Teología. En el año 1982 estuvo de residente en el Seminario Mayor Bolivariano en Medellín (Colombia), y realizó estudios de especialización en Espiritualidad y Liturgia en el Instituto Teológico Pastoral del CELAM (Consejo Episcopal Latinoamericano). El 9 de julio de 1981 realizó sus compromisos perpetuos de plena disponibilidad apostólica en el Sodalicio de Vida Cristiana. El 12 de diciembre de 1982 fue ordenado sacerdote por el entonces arzobispo de Lima, cardenal Juan Landázuri Ricketts. Estuvo incardinado en la arquidiócesis de Lima hasta febrero de 2001, ocasión en que el papa Juan Pablo II concedió al Sodalicio de Vida Cristiana la facultad de incardinar a sus propios sacerdotes.
Tras su ordenación sacerdotal, Eguren realizó diversas labores de animación apostólica y espiritual en el Sodalicio. Asimismo desde 1985 hasta 1989 fue secretario de la Comisión para la Liturgia de la Conferencia Episcopal Peruana. De diciembre de 1991 a febrero de 2002, fue párroco de la parroquia Nuestra Señora de la Reconciliación, en Lima. En noviembre de 2000 fue nombrado vicario episcopal, responsable arquidiocesano de movimientos apostólicos y miembro del Colegio de Consultores de la arquidiócesis de Lima. 
El 16 de febrero de 2002 el papa Juan Pablo II lo nombró obispo titular de Castello di Ripa (Perugia) y obispo auxiliar de Lima. El 7 de abril de 2002 recibió la ordenación episcopal de manos del cardenal Juan Luis Cipriani Thorne en la Basílica Catedral de Lima. Como obispo auxiliar de Lima ha sido responsable de la Vicaría Episcopal III, encargado de los movimientos eclesiales y de la Oficina de Pastoral, entre otras varias responsabilidades pastorales. 
El 11 de julio de 2006, el papa Benedicto XVI lo nombró arzobispo de Piura y Tumbes. Tras su salida, el alcalde provincial Gabriel Madrid Orúe lo conmemoró de hijo predilecto.

## Denuncias
En el año 2015, el periodista Pedro Salinas publicó el libro Mitad monjes, mitad soldados con la investigación que llevó a cabo sobre los abusos sexuales físicos y psicológicos perpetrados por el Sodalicio de Vida Cristiana. La acusación posterior del periodista contra Eguren fue de ser el personaje clave en una trama de tráfico de tierras realizas en la ciudad de Piura por la organización criminal "La Gran Cruz" en complicidad con una empresa relacionada al Sodalicio, dichos actos delictivos terminaron con la muerte de un comunero de Piura y hostigamiento contra 16 comuneros que se negaban a ceder sus terrenos. Con la publicación del libro, el periodista José Enrique Escardó acusó a Eguren de haberle quemado las manos con un incensario cuando Escardó era acólito y Eguren sacerdote.
Inmediatamente, Eguren y varios miembros del Sodalicio denunciaron a los autores del libro por difamación agravada, mientras que estos alertaban una serie de hostigamientos sistemáticos a través de jueces y requisas policiales orquestadas por el Sodalicio. El 8 de abril de 2019, los periodistas fueron condenados por la Jueza del Juzgado Unipersonal Penal de Piura, condena cuestionada por numerosos juristas y periodistas.
Ante la gravedad de las denuncias y evidencias, el Vaticano solicitó su renuncia al cargo el 2 de abril de 2024; iniciándosele un proceso de juzgamiento llevado en Roma. De igual forma, en noviembre de 2024, fue expulsado del Sodalicio junto a varios miembros dirigenciales.